# Прва крагујевачка гимназија
Прва крагујевачка гимназија је гимназија у Крагујевцу. Основана је 1833. године као прва гимназија у Кнежевини Србији.

## Историја
Хатишерифом из 1830. године, Србима је дозвољено да сами установљавају школе, болнице, штампарије и пошту. Исте године, на настојање Вука С. Караџића и Димитрија Исаиловића у Београду почиње са радом „верховну“ или Виша школа, коју су, две године, похађали и кнежеви синови Милан и Михаило. Када се Димитрије Исаиловић, 1833. године са типографије преселио у Крагујевац, кнез је наредио да и ђаци крену за наставником.
Тако је Велика школа у престоници Србије почела са радом у новембру 1833. године, са 34 студента и једним професором. Две године касније, 1835. године, школа је званично названа Гимназија и то је прва гимназија у којој се настава одвијала на српском језику. У то време имала је четири разреда и четири професора, а у школској 1838/1839. години добија и пети разред. Школа је у почетку била устројена по „Устави народни школа у Књажества Сербије“, одобреном и потврђеном од кнеза Милоша Обреновића. Био је то први школски закон у Србији, на основу кога су касније отваране и Гимназије у другим местима. Кнез је указом од 1. јула 1838. године продужио школовање у Гимназији у Крагујевцу на шест година. Бурни политички догађаји са средине 19. века узроковали су да Крагујевачка Гимназија буде укинута 1842. године, али то је потрајало само до 1845, када се крагујевачка Општина обратила Министарству просвете са молбом да се у Крагујевцу поново отвори Гимназија. Државни савет тада доноси одлуку да се полугимназија из Чачка пресели у Крагујевац. Полугимназија је у Крагујевцу почела да ради у „гостинске конаку“ и ту остала све до школске 1851/1852. када је пресељена у „правитељствено“ здање крај старе цркве. Како због повећања броја студената нису сви могли похађати школу у овој згради, купљена је најближа кућа до школе, која је припадала цркви. Тако је Гимназија радила у две школске зграде, у једној виши а у другој нижи разреди. 1868. године дозидане су две учионице и један ходник.
Школске 1846/1847, отворен је при Гимназији четврти разред. Све до септембра 1861. када је отворен пети разред, школа је радила као полугимназија. Наредне године отворен је и шести разред а од 1891. Гимназија у Крагујевцу добија и седми и осми разред.
У овом периоду развијане су у Гимназији разноврсне ваншколске активности. Народна библиотека почела је да ради у Гимназији 26. јуна 1886. године, а добијала је књиге од Народне библиотеке у Београду. Два месеца радила је у посебној згради а потом је делила судбину Гимназији. Године 1868. основано је ђачко удружење „Подмладак“, које је, са малим прекидима, радило све до Другог светског рата.
У току Српско-бугарског рата 1885, Балканских ратова и Првог светског рата у згради Прве крагујевачке гимназије (тада Прве мушке гимназије) била је смештена резервна војна болница.
У ноћи између 3. и 4. јануара 2018. је у четири просторије школске зграде подметнут пожар. Пожар је локализован и угашен пре него што је успео да се прошири на остале просторије школе. У пожару су потпуно изгореле наставничка канцеларија, канцеларија директора и секретаријат. У пожару је изгубљено много докумената који су део школског наслеђа, а штета је процењена на 20 милиона динара. За подметање пожара на 5 године затвора осуђен је Немања Гавриловић.
2. јануара 2025. отпао је део фасаде, која се налази лево од сата и натписа Гимназије, пао је на руб степеништа које се налазе на улазу у школу.

## Функција
Настава одвија на српском језику. Основана је 1833. године, као прва у тадашњој Србији. Када је прва генерација ученика завршила гимназију основан је Лицеј као виша школа, да би гимназијалци могли да наставе школовање. Касније се оснива висока школа из које настаје Београдски универзитет. Дакле, Прва крагујевачка гимназија представља клицу образовног система у Србији. У овој школи је у току њене дуге традиције стицао знање велики број познатих људи у науци и уметности. Неколико политичара, државника и војсковођа били су ђаци или професори Прве крагујевачке гимназије.

## Зграда
Од 1887. године школа је смештена у зграду у којој се и сада налази. Пројекат је урађен у Бечу, а изградња је трајала од 1884. до 1888. год. Столарија је још увек из тог периода, а изграђена је у једној бечкој столарској радионици. Зграда је под заштитом државе као културно историјски споменик од великог значаја

## Занимљивости
Велики број ђака и професора стрељан је 21. октобра 1941. године. Стрељање је извршила Немачка окупаторска војска. Тај дан се сваке године обележава манифестацијом „Велики школски час“ у Шумарицама код споменика стрељаним ђацима. Том догађају је посвећен велики број песама, поема, прозних дела, сећања, а најпознатија је поема „Крвава бајка“ чији је аутор Десанка Максимовић. 21. октобар је Дан школе Прве крагујевачке гимназије.
У периоду од 1833. до данас, ђаци и професори Прве крагујевачке гимназије биле су многе знамените личности, које су писале нашу историју. Међу њима су војвода Радомир Путник, песник и сликар Ђура Јакшић, сатирични приповедач Радоје Домановић,социјалистички теоретичар и политичар Светозар Марковић,професор математичких наука
Сима Марковић,војвода Живојин Мишић, песник Божидар Шујица и многи други.
Школа је 11. децембра 2008. одлуком Владе Републике Србије проглашена за школу од посебног националног значаја.

## Познати ученици
- Александар Милошевић (1910–2009), артиљеријски мајор Југословенске војске, командант Другог шумадијског корпуса и Западно-моравске групе корпуса Југословенске војске у Отаџбини
- Андреј Митровић (1937–2013), историчар и академик
- Боривоје Дробњаковић (1890–1961), антропогеограф, етнолог и музеолог
- Блаже Конески (Благоје Љамовић 1921–1993), књижевник, филолог и лингвиста
- Драгослав Срејовић (1931–1996), археолог, антрополог и академик
- Живојин Мишић (1855–1921), војвода, један од најзначајнијих српских стратега, учесник свих ратова 1867–1918.
- Јован Илић (1824–1901), песник епохе романтизма и политичар
- Јован Мариновић (1821–1893), политичар и дипломата
- Љубомир Љуба Тадић (1929–2005), глумац
- Милан Недић (1877–1946), армијски генерал југословенске војске и председник српске владе под немачком окупацијом
- Милоје Павловић (1887–1941), официр и народни херој Југославије
- Милосав Мија Алексић (1923–1995), глумац и хумориста
- Никола Јанковић (1926–2017), вајар и академик
- Радоје Домановић (1873–1908), приповедач и сатиричар
- Радомир Путник (1847–1917), српски војвода, два пута начелник Главног генералштаба, пет пута Министар војни и начелник Штаба Врховне команде Војске Краљевине Србије у Балканским и Првом светском рату
- Светозар Марковић (1846–1875), књижевни теоретичар и оснивач социјалистичког покрета у Србији
- Сима Марковић (1888–1939), син Милоша Марковића, професор математичких наука, члан Централног комитета КПЈ и Извршног комитета Коминтерне. Отац му је био професор географије, историје,српског језика, и директор Крагујевачке гимназије
- Стеван Јаковљевић (1890–1962), биолог, писац и академик
- Филип Христић (1819–1905), политичар и дипломата.